# Andrea Torresano

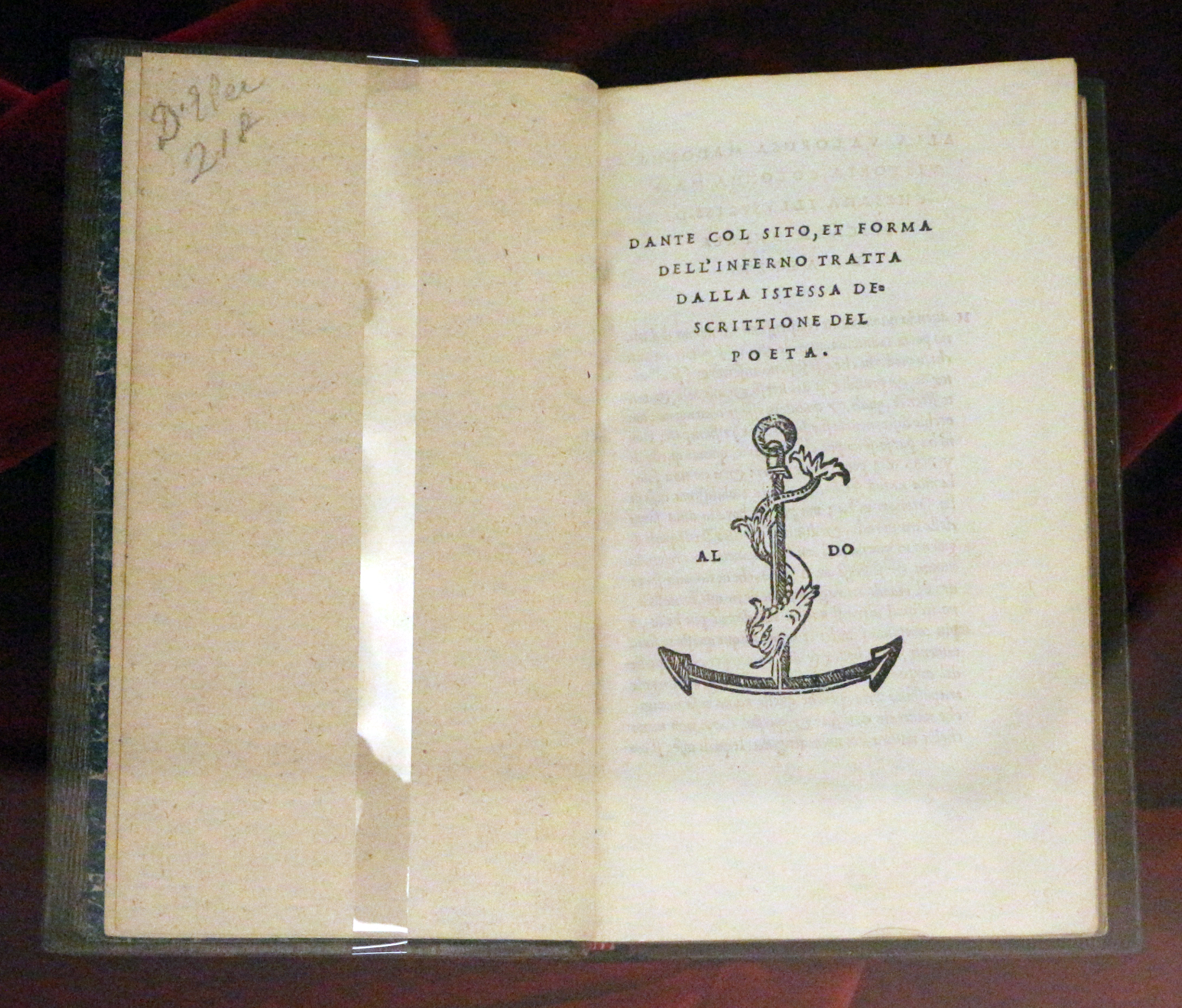
Venezia, Aldo Manuzio e Andrea Torresano, seconda edizione della Commedia di Dante, con tavole xilografiche, 1515 (Biblioteca Medicea Laurenziana)

Andrea Torresano, o Torresani, detto Andrea Asolano (Asola, 4 marzo 1451 – Venezia, 21 ottobre 1528), è stato un tipografo e editore italiano, attivo a Venezia.

## Biografia

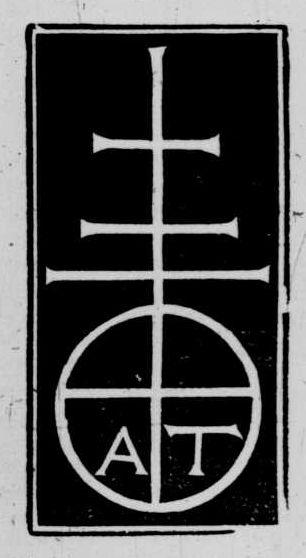
Marca tipografica di Andrea Torresano

Figlio di Federico e fratello di Giovanni Battista, nacque ad Asola nel 1451. Apprese il mestiere di tipografo lavorando per Nicolas Jenson. Nel 1479 acquistò la tipografia dal suo maestro, ormai anziano (Jenson morì l'anno dopo).

Sposò Lambertina Battaglia ed ebbe tre figli: Giovanni Francesco, Federico e Maria. Nel 1495 costituì una società con Francesco Barbarigo e Aldo Manuzio e si trasferì in casa sua, nei pressi della chiesa di San Paterniano, dov'era anche la sua officina. Nel 1505 Aldo divenne suo genero sposandone la figlia Maria.

Morto prematuramente Aldo nel 1515, Torresani continuò a dirigere l'azienda anche per conto dei figli di Manuzio, tutti minorenni. Come editore, si servì delle tipografie di Simone da Lovere, Bernardino Viani, Gregorio De Gregori e Giovanni Antonio Nicolini da Sabbio. 
Morì a Venezia il 21 ottobre 1528. Continuarono l'attività di stamperia i figli Giovanni Francesco e Federico e, successivamente, anche i figli di Giovanni: Andrea, Girolamo e Bernardo, fin oltre il 1575.
Il Comune di Asola, considerandolo uno dei suoi più illustri cittadini, gli ha dedicato la Biblioteca comunale.